# 劉莎莎
劉莎莎（1993年7月26日—）是中國花式撞球職業選手，2009年世錦賽最終擊敗Karen Corr而獲得世界冠軍頭銜。2010年首度到台灣參加安麗盃賽事。2014年世錦賽決賽擊敗了同是來自中國的陳思明而獲得個人第二次世錦賽冠軍。同時也成為了第一位拿下二次女子9球世錦賽冠軍的中國選手。2015年世錦賽決賽擊敗了來自奧地利的Jasmin Ouschan而獲得個人第三次世錦賽冠軍。同時也成為了第一位拿下三次女子9球世錦賽冠軍的亞洲選手。

## 比賽成績
- 2009年瀋陽WPA世界女子花式9號球錦標賽冠軍。[1]
- 2009年第42屆全日本撞球錦標賽第三名。
- 2010年安麗盃世界女子花式撞球錦標賽24強未晉級。
- 2010年瀋陽WPA世界女子花式9號球錦標賽季軍
- 2010年第十六屆廣州亞運女子花式8號球金牌
- 2011年安麗盃世界女子花式撞球公開賽前16強第2輪淘汰
- 2013年世界女子九球中國公開賽冠軍
- 2013年 WPA年度排名世界第三
- 2014年安麗盃世界女子花式撞球公開賽止於24強
- 2014年，CBSA中國9球公開赛季軍
- 2014年桂林WPA世界女子花式9號球錦標賽冠軍。
- 2014年WPA世界排名第三
- 2015年桂林WPA世界女子花式9號球錦標賽冠軍。
- 2015年WPA世界排名第二
- 2016年安麗盃世界女子花式撞球錦標賽止於24強。
- 2016年世界女子九球中國公開賽亞軍
- 2017年安麗盃世界女子花式撞球锦标赛季军
- 2017年世界九球中國公開賽亞軍

## 大事紀
- 劉莎莎以16歲又4個月成為女子史上最年輕拿到世界冠軍的選手，打破金佳映21歲拿到世界冠軍的紀錄。
- 她是第一位由會外賽打進會內賽就勇奪世界冠軍。
- 她是第一位初次參加世界大賽就勇奪世界冠軍的選手。
- 她是第一位在亞運花式撞球項目中拿到金牌的中國選手。
- 她是第一位勇奪三次九球世界錦標賽冠軍的亞洲選手。

1. ↑  . web.archive.org. 2009-11-27  [2024-09-22]. 原始内容存档于2009-11-27.